# Jüdisches Museum Franken
Muzeum Żydowskie we Frankonii – muzeum znajdujące się w Fürth, Schwabach oraz Schnaittach.

## Źródła
- Bernhard Häck: 20 Jahre Jüdisches Museum Fürth und seine Kellermikwe. In: Bayerisches Landesamt für Denkmalpflege (Hg.): Denkmalpflege Informationen 172 (2019), S. 52–55.